# ヘロイーズ・ブレーナード
エロイーズ・ブレーナード（Heloise Brainerd、1881年4月30日 – 1969年2月16日）は、アメリカの活動家であり、ラテンアメリカ女性の平和運動へ参加することの提唱者である。ブレーナードは、1909年から1935年までは汎アメリカ連合、その後は婦人国際平和自由連盟の米国部門で勤務した。国際的な賞を複数受賞しており、ベネズエラからは公教育メダル、エクアドルからはメリット勲章を授与されている。

## 来歴
エロイーズ・ブレーナードは1881年4月30日、バーモント州のウォリングフォードで生まれた。1904年にスミス・カレッジを卒業した後、メキシコシティへ移転し、法律事務所の秘書として勤務しながらスペイン語を習得する。1909年、ブレーナードは汎アメリカ連合に勤務し始め、連合副会長の個人秘書を務める。そして1929年には教育部の責任者まで登り詰め、知的協力部がつくられた際にその部長となる。知的協力部の役割は国際協力と教育を進めるというものだった。1935年6月22日、ブレーナードが汎アメリカ連合を退職した直後、婦人国際平和自由連盟（WILPF）の米国部門代表として抜擢される。その後、彼女は婦人国際平和自由連盟に長期間勤務し、米国部門代表としては初めてのスペイン語話者であった。